# Embarcadero Technologies
Embarcadero Technologies — американская компания, занимающаяся разработкой программного обеспечения для создания средств управления базами данных и самих баз данных. Компания была основана в октябре 1993 года Стефаном Вонгом и Стюартом Браунингом с единственным на тот момент продуктом для администрирования СУБД Sybase. Сейчас компания производит средства для администрирования, создания баз данных и приложений работающих с базами данных для следующих платформ: Oracle, Microsoft SQL Server, IBM DB2, Sybase и MySQL.

## История компании
В апреле 2000 года Embarcadero Technologies произвела IPO на NASDAQ. В ноябре того же года компания приобрела GDPro (средство для разработки решений с использованием UML). В октябре 2005 года была приобретена компания Ambeo, занимающаяся системами защиты данных. В июле 2007 года компания была полностью выкуплена частным инвестиционным фондом Thoma Cressey Bravo.
Компания имеет офисы в Торонто, Мельбурне, Мюнхене, Мейденхед (Великобритания), Испании, Санкт-Петербурге (Россия).
7 мая 2008 года корпорация Borland объявила о продаже своей дочерней компании CodeGear. CodeGear занималась созданием популярных средств разработки программного обеспечения: Delphi, C++Builder и другими. В итоге, Embarcadero приобрела CodeGear за $23 млн и с обязательством погашения $7 млн долгов Borland.
7 октября 2015 года Embarcadero была куплена компанией Idera Software[…].

## Современная линейка продуктов Embarcadero Technologies
- Embarcadero RAD Studio
- Oxygene
- Interbase
- Delphi
- C++ Builder
- Delphi for PHP
- Rapid SQL
- DBArtisan
- ER/Studio[англ.]
- PowеrSQ
- DBOptimizer
- 3rdRail
- JBuilder
- J Optimizer